# Chartister (Portugal)
Chartisterna var ett konstitutionellt moderat parti i Portugal.
Chartisterna höll fast vid den av dom Pedro i 1826 års "charta" givna statsförfattningen och kämpade mot anhängarna av 1822 års mera frisinnade konstitution, eller septembristerna, som de kallades efter revolutionen i september 1836. Bland chartisterna intogs de främsta rummen av Saldanha, Costa Cabral och hertigen av Terceira. Bland de främsta septembristerna kan nämnas Palmela och Sá da Bandeira. Under stridens gång uppstod inom det förstnämnda partiet en brytning, i det att de rena chartisterna ville upprätthålla chartan utan ändringar, varemot cabralisterna (Costa Cabrals anhängare) ansåg åtskilliga liberala eftergifter behövliga.